# Umidità
L'umidità è la quantità d'acqua o di vapore acqueo contenuta nell'atmosfera (o, più in generale, in una massa d'aria), in una sostanza o in un corpo.

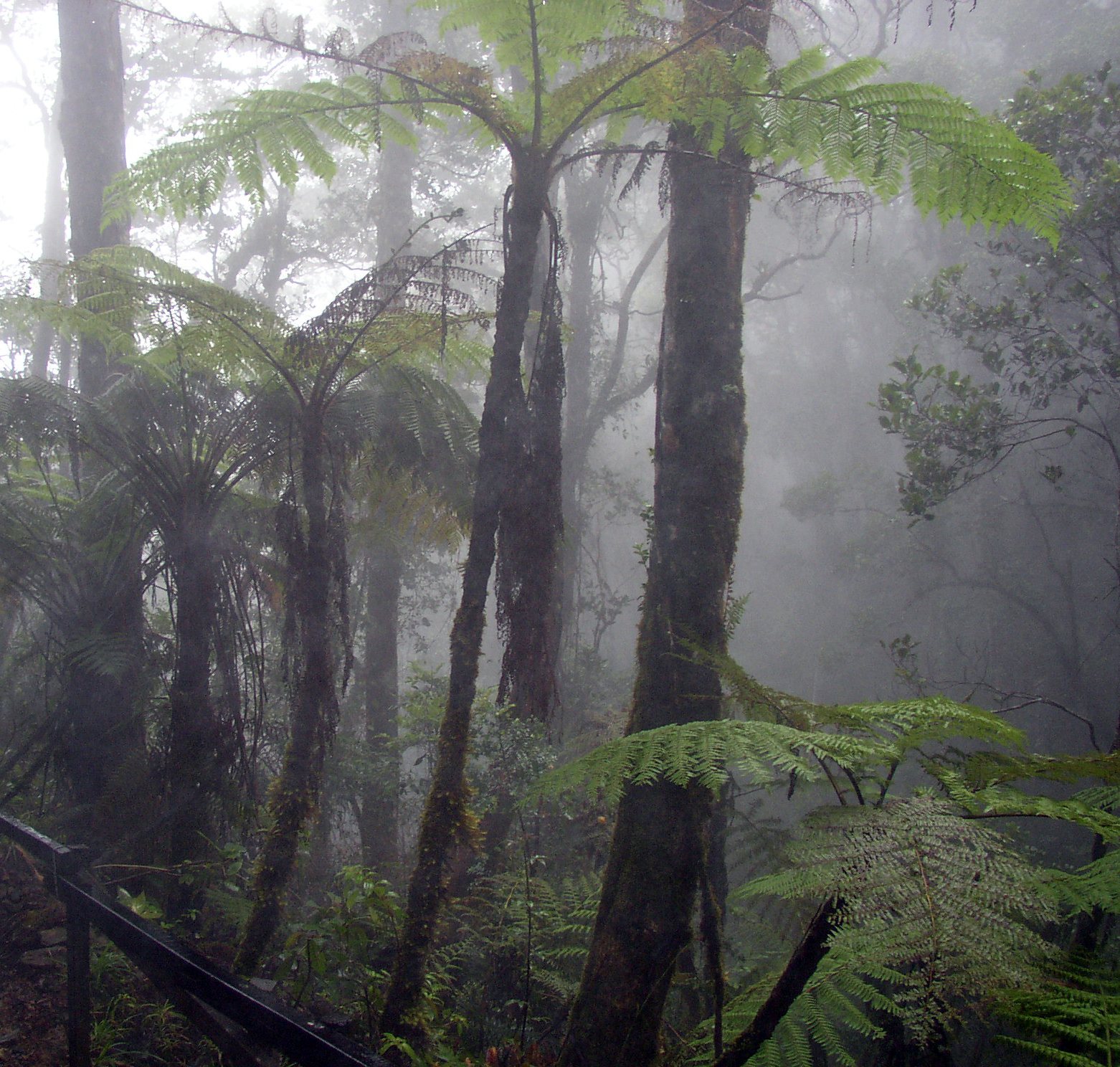
Clima umido proprio delle foreste pluviali.

## Parametri di umidità
Esistono diversi parametri che rappresentano l'umidità di un sistema:
- Umidità assoluta: è la densità del vapore acqueo, ovvero il rapporto tra la massa del vapore acqueo e il volume che la contiene. Nel sistema SI si misura in kg/m³, anche se nell'uso tecnico è preferito il suo sottomultiplo (g/m³). L'umidità assoluta varia con la temperatura e la pressione.[2] Non essendo espresso in percentuale, è un valore difficile da interpretare e per questo si preferisce l'utilizzo dell'umidità relativa.[3] L'umidità assoluta può essere espressa in termini di massa di acqua per volume di aria o in termini di pressione parziale relativa del vapore rispetto agli altri componenti dell'aria (kg/m³ o Pa) o in massa di vapore (kg) su massa d'aria (kg).
- Umidità specifica: è il rapporto tra la massa di acqua e la massa di aria secca contenute in un determinato volume. Nell'ambito della termodinamica applicata si preferisce questa seconda grandezza perché, rapportandosi alla massa di aria secca, questa non varia nei normali processi termodinamici (sopra la temperatura di 132 K), al contrario della massa di aria umida (per esempio: con la condensazione del vapore nell'aria umida, il fluido può essere facilmente sottratto). L'umidità specifica, essendo misurata in g/kg, risulta essere poco immediata nella descrizione della quantità di vapore.
- Umidità relativa: indica il rapporto percentuale tra la quantità di vapore contenuta in una massa d'aria e la quantità massima di vapore (cioè a saturazione) che il volume d'aria può contenere nelle stesse condizioni di temperatura e pressione e cioè il rapporto tra la pressione parziale del vapore e la pressione di saturazione. In altri termini, è il rapporto tra l'umidità assoluta e l'umidità di saturazione. Un valore di umidità relativa pari al 100% non implica che la totalità della massa d'aria sia composta da acqua o vapore, ma che quella massa d'aria contiene la massima quantità di vapore contenibile in quelle condizioni senza che si abbia condensazione: in queste condizioni la possibilità di precipitazioni è molto elevata. Si può calcolare come: Umidità relativa = Umidità assoluta / Umidità massima possibile x 100.

## Umidità di saturazione
Il quantitativo massimo di umidità che può essere contenuta nell'unità di volume (o di massa) di aria dipende dalla temperatura; per "umidità di saturazione" (o tensione di saturazione) si intende il quantitativo massimo di vapore acqueo contenibile a quella temperatura (con l'equilibrio tra molecole che evaporano e molecole che condensano). La quantità di vapore che può essere contenuta da una massa d'aria decresce al diminuire della temperatura e diventa nulla a -40 °C. La saturazione è influenzata anche dalle caratteristiche dell'acqua evaporante (fase, sostanze disciolte e loro carica, forma della superficie evaporante). Si definisce per questo una "temperatura di saturazione adiabatica".

## Umidità atmosferica

### Effetti visibili dell'umidità atmosferica

Variazione dell'umidità specifica con la temperatura.

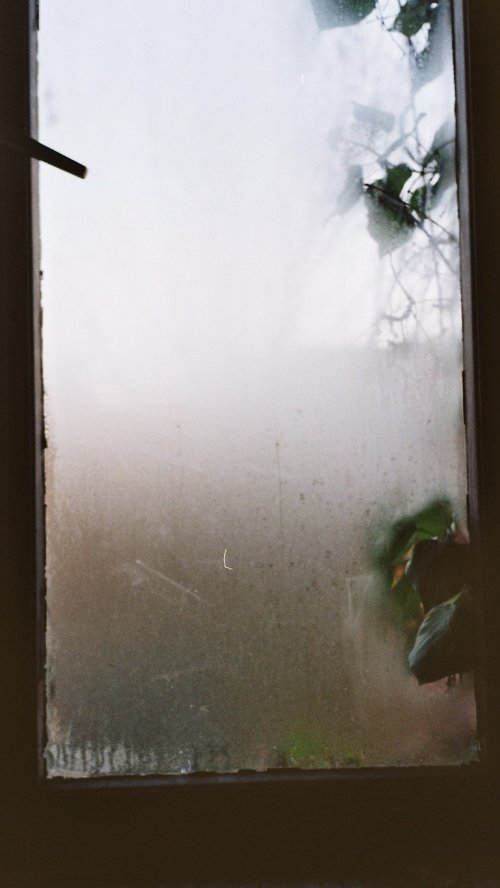
Umidità condensata su una finestra

A pressione costante (trasformazione isobara), se la temperatura aumenta, la pressione parziale del vapore resta costante mentre la pressione di saturazione aumenta: pertanto l'umidità relativa (pressione parziale del vapore/pressione di saturazione) diminuisce; analogamente se la temperatura esterna diminuisce l'umidità relativa aumenta. 
Esiste dunque una temperatura, detta "temperatura di rugiada", che corrisponde a un valore dell'umidità relativa pari al 100%, al di sotto della quale l'aria si trova in condizione di sovrassaturazione, che è una condizione di non-equilibrio, per cui l'aria tende spontaneamente ad allontanare l'acqua in eccesso in modo da riportarsi in condizioni di equilibrio, cioè a saturazione. In condizioni di sovrassaturazione il vapore acqueo condensa, formando la "nebbia", che è una dispersione di piccolissime goccioline di acqua in aria. Se la nebbia incontra una superficie fredda, le goccioline d'acqua in essa dispersa aderiscono alla superficie sotto forma di rugiada (o brina per valori di temperatura minori di 0 °C).
Altri effetti dell'umidità atmosferica sono:
- la formazione delle nubi: che sono simili alle nebbie, con la differenza che si formano a una distanza molto elevata rispetto al suolo;
- le precipitazioni: formate dalle nubi in seguito a un ulteriore abbassamento della temperatura o a un aumento della pressione;
- l'evapotraspirazione del suolo, fenomeno molto importante per il mantenimento dell'umidità del suolo, a sua volta influenzato dall'umidità atmosferica;
- lo sviluppo di organismi viventi (ad esempio, in agrometeorologia, lo sviluppo di parassiti fungini), la cui crescita è regolata dall'umidità dell'ambiente in cui vivono.

### Classificazione delle zone climatiche

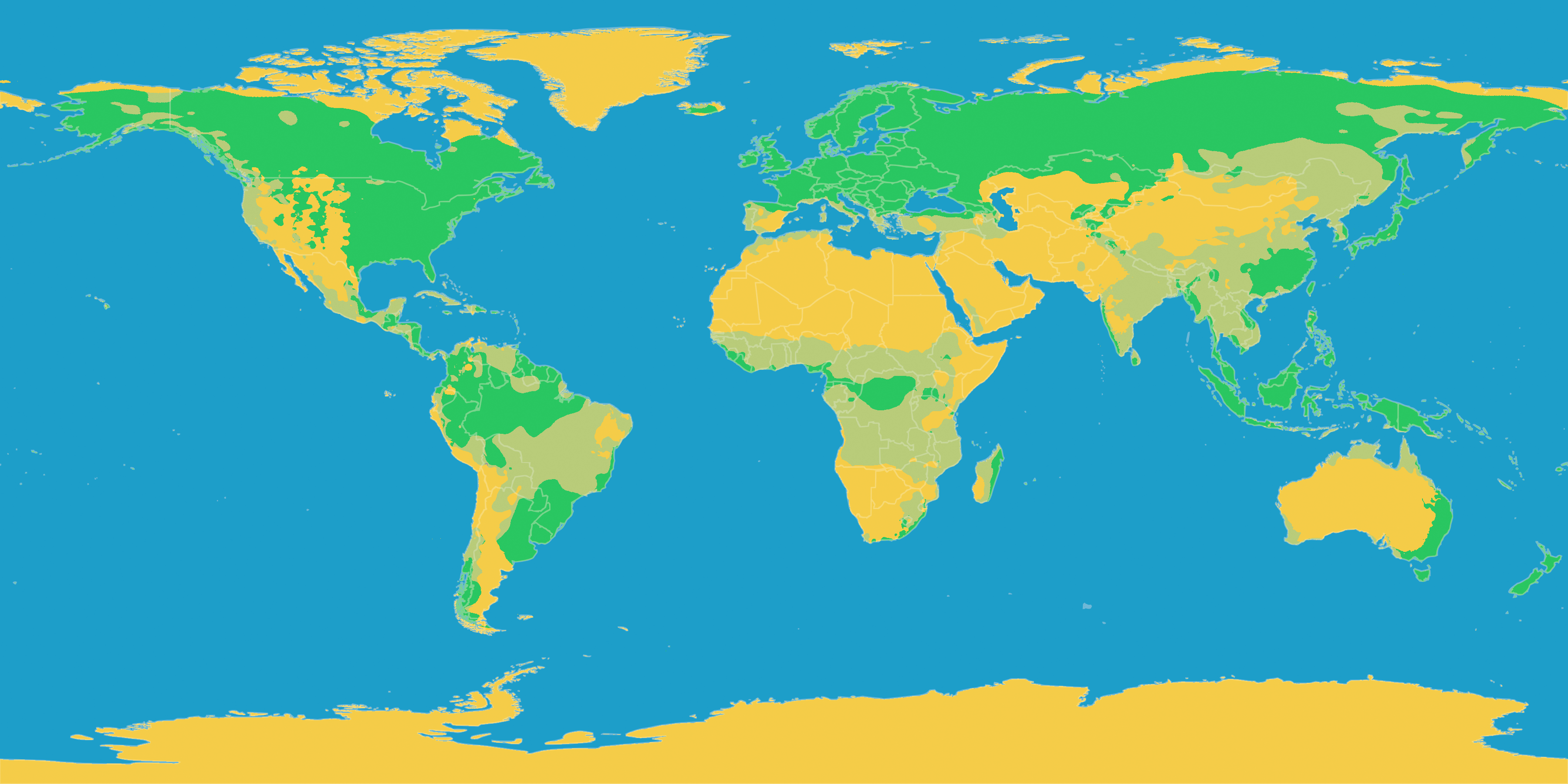
Posizione geografica delle zone umide (verde scuro), semiaride (verde chiaro) e aride (giallo).

In base ai valori di umidità, possono essere identificate le seguenti tipologie di zone climatiche:
- umide
- semiaride
- aride.

Valori estremamente bassi di umidità relativa minima diurna (5% o poco meno, anche nelle ore notturne può rimanere molto contenuta) si riscontrano generalmente nei deserti, per esempio nella regione sahariana.
Durante le giornate di pioggia l'umidità relativa dell'aria in ambiente esterno raggiunge tipicamente valori dell'80-90%.
L'umidità relativa dell'aria in situazioni di benessere varia dal 35 al 65%; non dovrebbe mai essere superato il valore del 50% con temperature maggiori di 26 °C.

## Umidità del terreno
Il contenuto di acqua presente in un terreno comprende i seguenti contributi:
- acqua igroscopica: assorbita alla superficie dei granuli del terreno e non rimovibile attraverso semplice essiccamento;
- acqua di imbibizione o di capillarità: contenuta nei pori dei granuli del terreno, dove viene assorbita per capillarità;
- acqua di percolazione o freatica o libera: si trova negli spazi tra i granuli ed è essenziale per la crescita delle piante.

## Umidità negli edifici

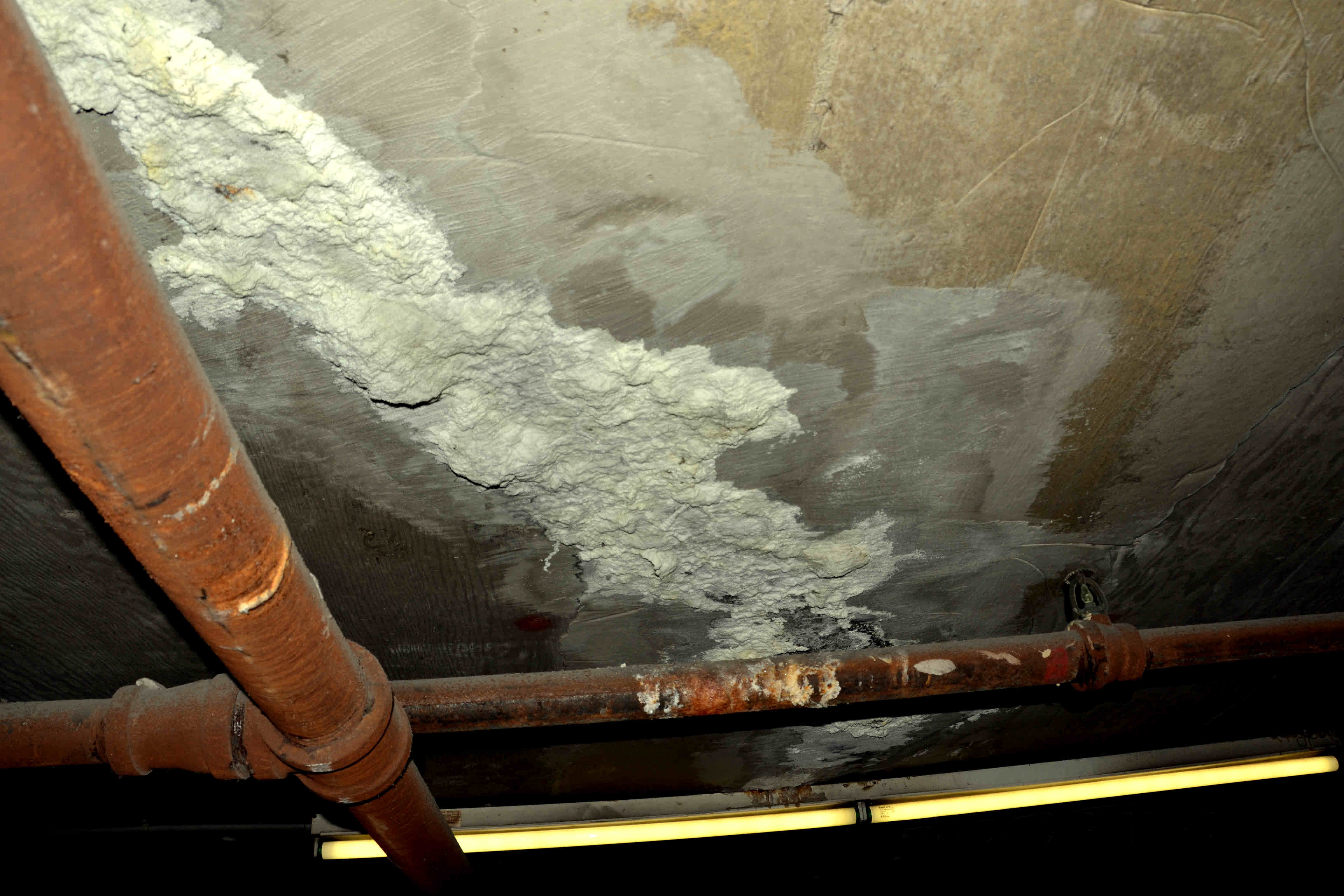
Effetti dell'umidità (efflorescenza secondaria) su una parete muraria.

I principali fenomeni che determinano problemi di umidità negli edifici sono:
- infiltrazioni: ad esempio dovute alla non integrità della copertura dell'edificio, rottura di fognature o di tubazioni di impianti, ecc;
- capillarità: nei muri di fondazione degli edifici che poggiano direttamente sul terreno - come sono stati sempre costruiti fino all'avvento negli anni cinquanta e sessanta dello scheletro in cemento armato, che è ora la normalità - l'acqua risale automaticamente per capillarità ed evapora dalle superfici esposte all'aria, interne ed esterne. Questa risalita è però solo la componente verticale della capillarità che, infatti, agisce nei tre piani spaziali, per cui esiste anche l'infiltrazione da capillarità laterale nei muri contro terra, ad esempio in seminterrati, scantinati e muri fuori terra incassati in pendenze;
- condensazione: la condensazione è un fenomeno esclusivamente generato dallo stato dell'aria all'interno di un edificio, ovvero dalla sua temperatura e dal suo contenuto di vapore d'acqua. Ogni metro cubo d'aria può contenere solo una certa quantità di vapore d'acqua a ogni temperatura. Più l'aria è fredda, meno vapore può contenere prima raggiungere il suo "punto di saturazione", oltre il quale l'eccesso viene espulso sotto forma di goccioline. Quando ciò avviene all'aria aperta è la "rugiada", quando all'interno viene detta "condensa". Quest'ultima si forma quindi laddove l'aria interna viene raffreddata dal venire a contatto con superfici fredde all'interno dell'edificio (per esempio in corrispondenza dei cosiddetti "ponti termici" o di intere pareti insufficientemente isolate rispetto all'esterno). Ugualmente, questo raffreddamento può avvenire fra strati isolanti permeabili al vapore di pareti esterne a "cappotto" progettate male;
- un'altra fonte di umidità nei locali (molto raramente riconosciuta e ancor meno menzionata nella letteratura) è la presenza a cavallo della superficie del muro o dell'intonaco dei cristalli di sali (cloruri, solfati e nitrati) accumulati dall'evaporazione per anni o secoli di una risalita, verticale o orizzontale da terra addossata. Questi cristalli sono detti "igroscopici" perché possono assorbire umidità dall'aria o ri-emetterla in essa a seconda delle variazioni di temperatura e di umidità relativa dell'ambiente. Alcuni, quali il cloruro di calcio, sono "deliquescenti", ovvero possono assorbire tanta acqua dall'aria ambiente da sciogliersi in essa. La loro sola presenza può pertanto mantenere un locale umido anche in presenza di una barriera alla risalita o di condensa.

Ai fini della corretta diagnosi di una situazione bisogna tener presente che a parte queste tre non ci sono altre fonti di umidità. Ognuna di queste tre fonti è a sé stante, ma possono agire in concomitanza l'una dell'altra.
È credenza diffusa che la sola presenza di umidità eccessiva nei muri e/o nell'aria all'interno degli edifici provochi degrado del materiale murario, intonacato o no, così compromettendo le finiture, la stabilità strutturale degli edifici e la vivibilità degli ambienti. 
Tuttavia, il fatto che un muro sia bagnato non lo degrada affatto: basti pensare alle pile di ponti e alle banchine di porto romane immerse nell'acqua da secoli e ancora in ottimo stato. L'umidità da sola può solamente instaurare le condizioni che favoriscono l'insorgere dei fenomeni che sono le vere cause dirette dei degradi (ad esempio di funghi e muffe che fanno marcire una coperta di lana in un armadio).
Nei muri, sfarinamenti, scagliature, marcimenti, ecc. sono provocati dall'espansione dei cristalli dei sali che si formano sotto la superficie a seguito dell'evaporazione dei sali minerali solubili trasportati entro il muro dalle infiltrazioni capillari, ad esempio di acqua risalita, o da spuma marina, che sono sempre cariche di sali disciolti. Sono dette "sub-efflorescenze" - mentre le "efflorescenze" (volgarmente ed erroneamente dette "salnitro") - sono i cristalli che si formano all'esterno della superficie. Non causano danni e possono essere semplicemente spazzolate via.

## Strumenti di misura
Per poter ricavare l'umidità specifica, si utilizza il nomogramma di Herloffson, che è una cartina con riportati molte griglie di più valori e dal risultato del loro incrocio si ottiene il valore massimo d'umidità specifica per quelle condizioni.
Lo strumento usato per misurare l'umidità relativa si chiama igrometro la cui scala è graduata da 0% a 100%.
Tra gli strumenti per la misurazione dell'umidità atmosferica vi sono:

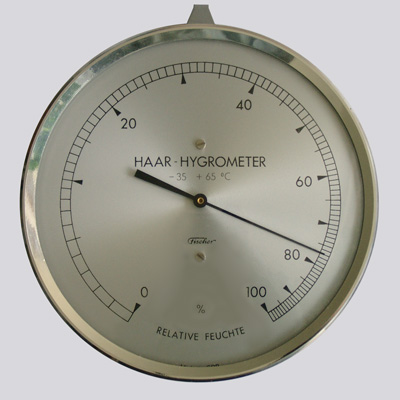
Igrometro a capello
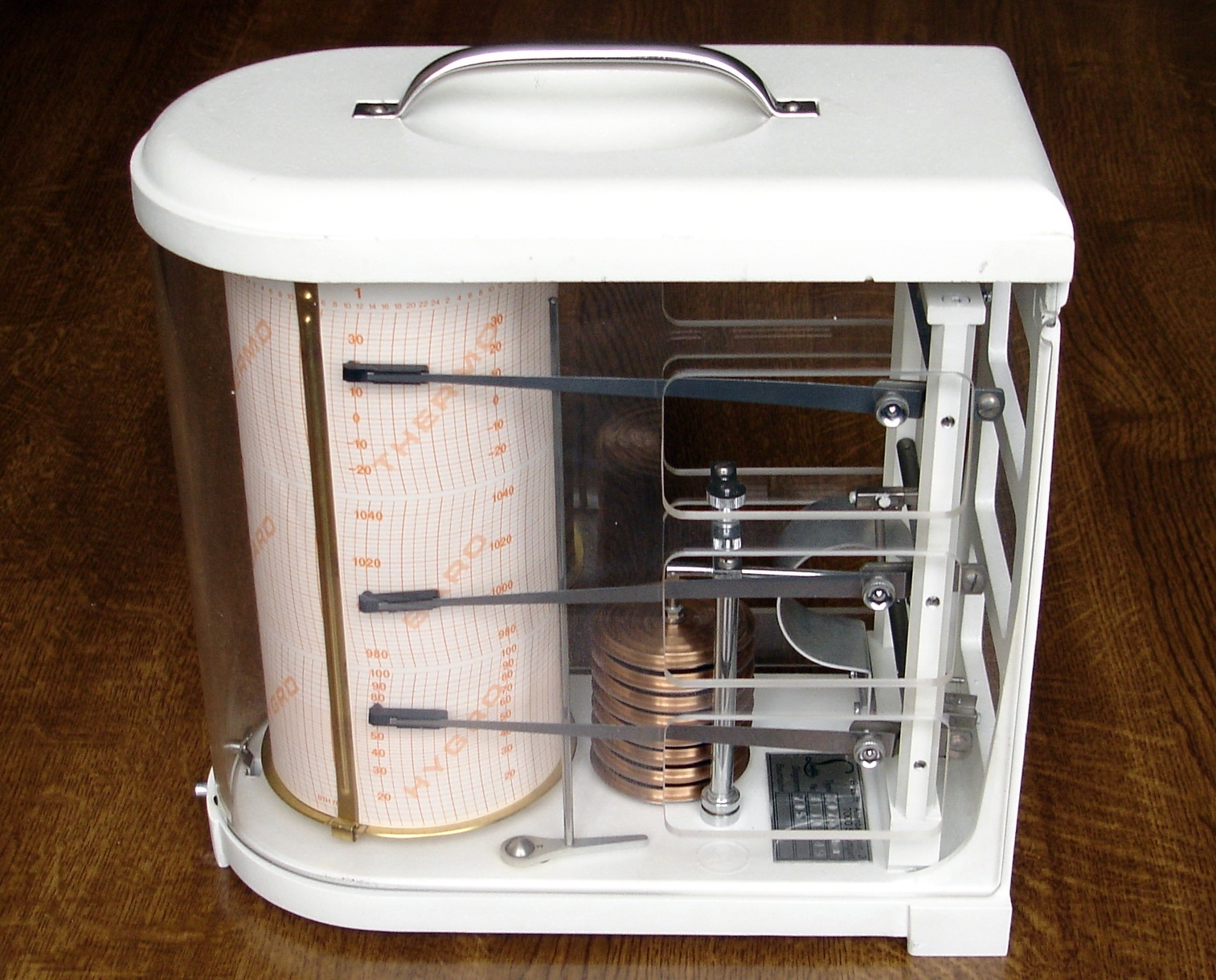
Barotermoigrografo per la misurazione simultanea di pressione, temperatura e umidità
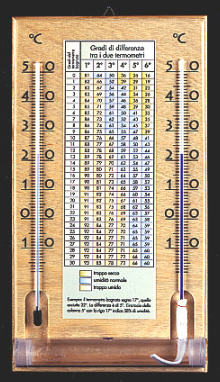
Psicrometro

- Igrografo
- Psicrometro.

- Igrometro a capello
- Barotermoigrografo per la misurazione simultanea di pressione, temperatura e umidità
- Psicrometro